# Cột Traianus
Cột Traianus (tiếng Ý: Colonna Traiana) là một cột chiến thắng có chiều cao 30 mét ở Roma, Italia. Công trình này tưởng niệm chiến thắng của hoàng đế La Mã Traianus trong chiến tranh Dacia. Cột Traianus có lẽ đã được xây dựng dưới sự giám sát của kiến trúc sư Apollodorus theo mệnh lệnh của Viện nguyên lão